# جک آلن (بازیکن فوتبال، زاده ۱۸۸۶)
جک آلن (انگلیسی: Jack Allan؛ ۲۸ دسامبر ۱۸۸۶ – ۴ مهٔ ۱۹۱۹) بازیکن فوتبال اهل پادشاهی متحد بریتانیای کبیر و ایرلند بود.
از باشگاه‌هایی که در آن بازی کرده‌است می‌توان به باشگاه فوتبال وست برومویچ آلبیون، باشگاه فوتبال ناتینگهام فارست، باشگاه فوتبال ووستر سیتی، باشگاه فوتبال نیوکاسل یونایتد، و باشگاه فوتبال ساندرلند اشاره کرد.